# カルロス・サルセド
カルロス・ホエル・サルセド・エルナンデス（スペイン語: Carlos Joel Salcedo Hernández, 1993年9月29日 - ）は、メキシコ・グアダラハラ出身、同国代表のサッカー選手。トロントFC所属。ポジションはディフェンダー。強靭な体躯とアグレッシヴなプレースタイルから、スペイン語でギリシャ神話の巨神を意味する「エル・ティターン (El Titán)」と呼ばれる。

## 経歴

### クラブ

#### 初期
出身地の強豪クラブであるCDグアダラハラのユース部門から2008年にはUANLティグレスのユースに籍を移し、長らくディグレスの育成部門でサッカーを学んだ。2012年にアメリカメジャーリーグサッカーの新興クラブであるレアル・ソルトレイクのスカウトに目をつけられ、18歳で国外リーグに挑戦することになった。

#### レアル・ソルトレイク
2012年1月にレアル・ソルトレイクのユースアカデミー部門に参加すると、半年後の8月にはファーストチームの練習に参加するようになった。2013年1月には自クラブ育成枠の資格を得たとして1年のプロ契約を結んだ。2013年5月4日にはリーグ戦の対バンクーバー・ホワイトキャップス戦においてファーストチーム及びプロデビューを果たした。2013-2014シーズンの後半はシーズン終了まで12試合にスタメン出場しレギュラーとして活躍した。

#### CDグアダラハラ
2015年1月6日に、ユース時代に所属していたCDグアダラハラが公式にサルセドと契約したことを発表した。2週間後の同年1月18日にはホームで行われた対ウニベルシダ・ナシオナル戦(2-1で勝利)においてグアダラハラにおいてデビューを果たす。2015年3月1日には対CFモンテレイ戦において初得点を記録した。

#### フィオレンティーナ
2016年8月21日に、イタリアセリエA所属のACFフィオレンティーナが買取オプション付きのローン移籍にてサルセドを獲得したことを、同クラブ公式サイトにより発表した。同年9月16日に行われた対ACミラン戦にてセリエAにデビューした。

### アイントラハト・フランクフルト
2018年5月14日、1年間の期限付きで加入していたアイントラハト・フランクフルトに完全移籍することが発表された。

### ティグレス
2019年1月22日、UANLティグレスに4年契約で移籍した。

### トロントFC
2022年1月31日、トロントFCに移籍した。

### 代表

#### アンダー世代
U21、U23とリオデジャネイロオリンピックのメキシコ代表に招集されている。同大会の本戦では3試合全てに出場したがチームはグループリーグで敗退した。

#### フル代表
2015年4月15日に行われた国際親善試合の対アメリカ代表戦においてフル代表にデビューした。チリで開催されたコパ・アメリカ2015のメキシコ代表に選出されたが、チームはグループリーグで敗退した。続く2016年に行われた特別大会であるコパ・アメリカ・センテナリオのメキシコ代表には選出されなかった。

## 人物
強靭なフィジカルを持ったセンターバックであり、若くしてメキシコのフル代表に選出されている。ロングフィードやパスが得意であり、フィジカルを活かしたスライディングタックルにも秀でている。身長の高さのわりには空中戦の競り合いが弱点とされ、しばしばアグレッシヴなプレースタイルからカードコレクターの一面があるとも指摘されている。フィオレンティーナ移籍のさいに、イタリアメディアからはジョルジョ・キエッリーニに例えられて紹介された。

## エピソード
- 元メキシコ代表のカルロス・サルシドとは名前がカタカナでもアルファベットでも一字違いなことに加え、所属クラブも同時期にCDグアダラハラ、UANLティグレスに所属していたことから混同されることが多い[要出典]。

## 代表歴

### 出場大会
- メキシコ代表
  - 2018 FIFAワールドカップ

### 試合数
- 国際Aマッチ 48試合 1得点（2015年-2021年）[10]

| メキシコ代表 | 国際Aマッチ | 国際Aマッチ |
| 年           | 出場        | 得点        |
| ------------ | ----------- | ----------- |
| 2015         | 4           | 0           |
| 2016         | 2           | 0           |
| 2017         | 10          | 0           |
| 2018         | 9           | 0           |
| 2019         | 10          | 0           |
| 2020         | 2           | 1           |
| 2021         | 11          | 0           |
| 通算         | 48          | 1           |

## タイトル

### クラブ
CDグアダラハラ
- コパ・メヒコ優勝 : 1回 (2015)
- スーペルコパ・メヒコ優勝 : 1回 (2016)

アイントラハト・フランクフルト
- DFBポカール優勝 : 1回 (2017-18)

#### UANL
- リーガMX：1回 (2019クラウスラ)

- CONCACAFチャンピオンズリーグ：1回 (2020)

### 代表
- CONCACAFゴールドカップ：1回 (2019)